# Paulina Rubio
Paulina Rubio (født Paulina Susana Rubio Dosamantes, 17. juni 1971) er en mexicansk sangerinde og skuespillerinde, som er datter af en spansk far og en mexicansk mor (Susana Dosamantes). Hun har solgt over 20 millioner album verden over.

## Biografi
Paulina Rubio  blev født i Mexico City, og er opvokset i Miami,Madrid i Mexico City. Paulina  startede sin karriere i sanggruppen Timbiriche som 8-årig. Den blev et stort hit verden over, med klassikere som "Besos de Ceniza", "Muriendo Lento" og "Tu y yo somos uno mismo" . Dette banede vejen for hendes karriere som sanger. I slutningen af 1990'erne fik hun en pladekontrakt med Universal Music Group, og i 2000 fik hun sit første store hit med sangen "Y yo sigo aquí. I 2009 gik Paulina  i gang med at arbejde, på sit niende studiealbum Gran City Pop. Den første sang fra albummet "Causa y efecto" blev nummer 1 på Billboard "Hot Latin Song".
Hun har siden 30. april 2007 været gift med Nicolas Vallejo Najera. Hun og "Colate" har hus i Madrid og Miami.

## Diskografi
- La chica dorada (1992)
- 24 kilates (1993)
- El tiempo es oro (1995)
- Planeta Paulina (1996)
- Paulina (2000)
- Border Girl (2002)
- Pau-Latina (2004)
- Ananda (2006)
- Gran City Pop (2009)
- Brava! (2011)
- Deseo (2018)